# Loch Ore
Le loch Ore est un loch situé dans le Fife, en Écosse. Il forme le cœur du Lochore Meadows Country Park. Il est principalement destiné aux activités de loisirs, en particulier la navigation à voile, bien que sa profondeur inégale puisse rendre la navigation problématique.
Sur le loch se tient chaque année le Scottish Open Water Championships où les nageurs se mesurent sur les distances de 5 km, 2 km et sur un relais de 4×1 km.